# Công ty Parador

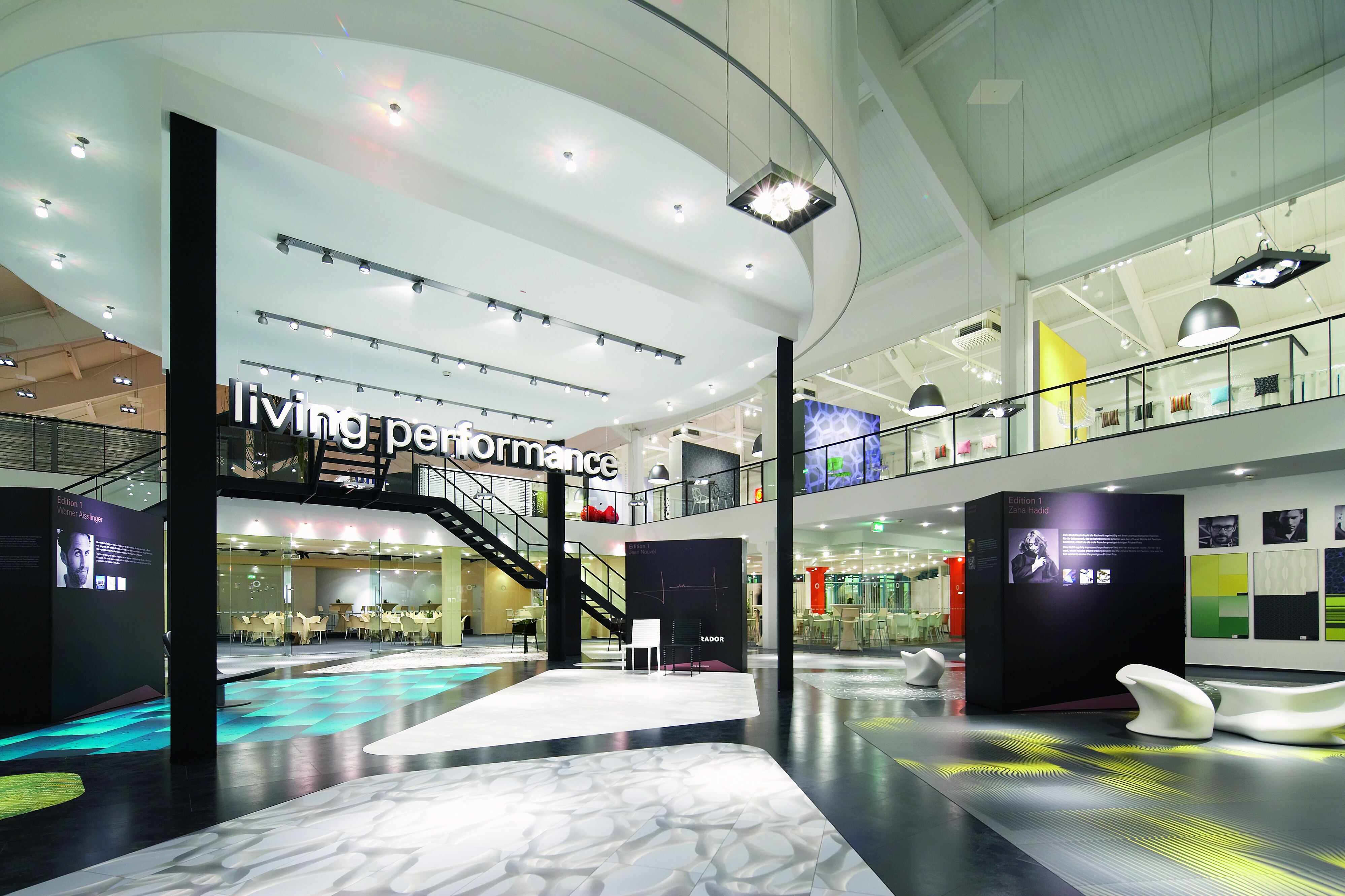
Trụ sở làm việc của Parador tại Coesfeld, Đức

Công ty Parador (Tiếng Đức: Parador GmbH) là công ty chuyên sản xuất sàn gỗ, sàn gỗ công nghiệp, tấm ốp chân tường dùng trong thiết kế, xây dựng... được thành lập năm 1977 tại Coesfeld, Đức. Parador hiện có 02 cơ sở sản xuất tại Coesfeld và Güssing ở Áo.

## Quá trình hình thành
Công ty được thành lập năm 1977 tại Coesfeld, sản xuất sàn gỗ tự nhiên, sàn gỗ công nghiệp, sàn gỗ Modular ONE, lớp phủ đàn hồi, sàn cân bằng sinh thái PUR, sàn nhựa.
Công ty đã dành được nhiều giải thưởng nổi tiếng trong lĩnh vực thiết kế sàn gỗ như: Giải thưởng Red dot, German Design Award., iF Product Design Award...
Sản phẩm Parador đã được cấp chứng nhận “Blue Angel" - Thiên Thần Xanh, PEFC và con dấu Real Wood - Gỗ thật do The European Federation of the Parquet Industry - FEP cấp. Parador cũng là nhà sản xuất đầu tiên và duy nhất có được chứng nhận EMAS - An toàn với môi trường và người sử dụng tại Đức và Áo.
Năm 2018, HIL Limited, một công ty con thuộc tập đoàn CK Birla nổi tiếng của Ấn Độ đã trở thành chủ sở hữu chính mới của Parador.

## Sản phẩm
Parador sản xuất các sản phẩm sàn gỗ tự nhiên, sàn gỗ công nghiệp, sàn gỗ Modular ONE, lớp phủ đàn hồi, sàn cân bằng sinh thái PUR, sàn nhựa. Trong đó sàn gỗ công nghiệp vẫn là lĩnh vực chủ đạo của công ty với 5 dòng sản phẩm: Classic 1050, Basic400, Trend 3,6,8..
Từ năm 2012, Parador là đối tác của tổ chức “Plant for the Planet” với nhiều chương trình hợp tác hiệu quả.

## Parador Việt Nam
Sàn gỗ Parador được nhập khẩu và phân phối độc quyền tại Việt Nam bởi Công ty TNHH XDTM & CBLS Thăng Long - TGS

## Weblinks
- Unternehmenswebseite